# Área metropolitana de Berlín

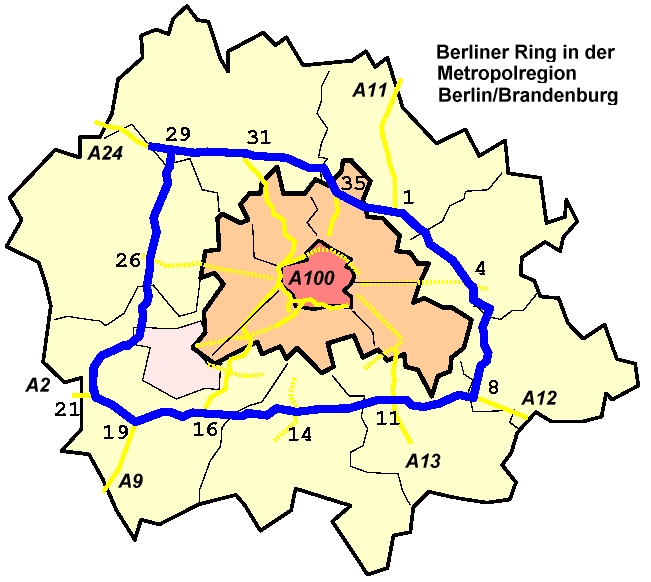
Área metropolitana de Berlín con el llamado Anillo de Berlín, una vía de circunvalación

El área metropolitana de Berlín consiste en la ciudad propiamente dicha enmarcada entre los límites del estado federado homónimo y por numerosas localidades colindantes que pertenecen al estado de Brandeburgo. Entre estas últimas la más importante es la ciudad de Potsdam.
En total el área metropolitana de Berlín se extiende por una superficie de 2.284 km² y cuenta con una población de poco más de 4 millones de habitantes, de los cuales el 84% corresponden a la ciudad de Berlín. Tiene una densidad de población de 1.782 hab/km².

## Composición
El área metropolitana de Berlín se compone de las ciudades de Berlín y Potsdam y de 31 ciudades pequeñas y municipios ubicados a sus alrededores (entre las que destacan las ciudades de Oraniemburgo, Falkensee y Bernau), como se muestra en la tabla siguiente.
| Distrito               | Municipio o ciudad      | Superficie (en km²) | Población |
| ---------------------- | ----------------------- | ------------------- | --------- |
| Berlín                 |                         |                     |           |
| —                      | Berlín                  | 891,85              | 3.399.511 |
| Brandeburgo            |                         |                     |           |
| Barnim                 | Panketal                | 25,82               | 18.734    |
| Barnim                 | Bernau                  | 103,73              | 35.320    |
| Barnim                 | Ahrensfelde             | 57,74               | 12.879    |
| Märkisch-Oderland      | Hoppegarten             | 31,88               | 14.903    |
| Märkisch-Oderland      | Neuenhagen              | 19,58               | 16.348    |
| Märkisch-Oderland      | Fredersdorf-Vogelsdorf  | 16,36               | 12.401    |
| Märkisch-Oderland      | Pettershagen-Eggersdorf | 17,47               | 13.318    |
| Märkisch-Oderland      | Strausberg              | 67,86               | 26.481    |
| Märkisch-Oderland      | Rüdersdorf              | 70,11               | 15.813    |
| Oder-Spree             | Schöneiche              | 16,64               | 12.011    |
| Oder-Spree             | Woltersdorf             | 9,12                | 7.621     |
| Oder-Spree             | Erkner                  | 16,60               | 11.752    |
| Dahme-Bosque del Spree | Eichwalde               | 2,80                | 6.054     |
| Dahme-Bosque del Spree | Zeuthen                 | 12,66               | 10.248    |
| Dahme-Bosque del Spree | Schulzendorf            | 9,08                | 7.540     |
| Dahme-Bosque del Spree | Schönefeld              | 81,57               | 12.215    |
| Dahme-Bosque del Spree | Wildau                  | 9,09                | 9.614     |
| Dahme-Bosque del Spree | Königs Wusterhausen     | 95,83               | 33.062    |
| Teltow-Fläming         | Blankenfelde-Mahlow     | 54,89               | 24.433    |
| Potsdam-Mittelmark     | Potsdam                 | 187,27              | 148.062   |
| Potsdam-Mittelmark     | Kleinmachnow            | 11,91               | 18.451    |
| Potsdam-Mittelmark     | Teltow                  | 21,54               | 20.049    |
| Potsdam-Mittelmark     | Stahnsdorf              | 49,07               | 13.297    |
| Havelland              | Falkensee               | 43,30               | 38.577    |
| Havelland              | Dallgow-Döberitz        | 65,96               | 7.862     |
| Alto Havel             | Hennigsdorf             | 31,29               | 26.226    |
| Alto Havel             | Velten                  | 23,39               | 11.437    |
| Alto Havel             | Hohen Neuendorf         | 48,06               | 22.914    |
| Alto Havel             | Birkenwerder            | 18,10               | 7.232     |
| Alto Havel             | Oraniemburgo            | 162,37              | 41.194    |
| Alto Havel             | Glinicke-Nordbahn       | 4,60                | 9.710     |
| Alto Havel             | Schildow                | 6,58                | 5.722     |
| TOTAL                  | TOTAL                   | 2.284,12            | 4.070.991 |

## Comparación
En esta tabla se muestran las once principales áreas metropolitanas de Alemania. El área metropolitana de Berlín ocupa el segundo puesto.
| N.º | Área metropolitana             | Superficie (en km²) | Población (en millones) |
| --- | ------------------------------ | ------------------- | ----------------------- |
| 1   | Ruhr                           | 7.110               | 9,960                   |
| 2   | Berlín/Brandenburgo            | 30.375              | 5,93                    |
| 3   | Múnich                         | 24.677              | 5,71                    |
| 4   | Fráncfort del Meno             | 14.755              | 5,55                    |
| 5   | Stuttgart                      | 15.429              | 5,20                    |
| 6   | Hamburgo                       | 26.078              | 5,00                    |
| 7   | Hanóver                        | 18.578              | 3,78                    |
| 8   | Núremberg                      | 21.349              | 3,45                    |
| 9   | Bremen/Oldemburgo              | 13.749              | 2,72                    |
| 10  | Alemania Central               | 2.000               | 2,40                    |
| 11  | Mannheim-Ludwigshafen am Rhein | 5.638               | 2,31                    |